# Shanice (album)
Shanice è il quarto ed eponimo album in studio della cantante statunitense Shanice, pubblicato il 3 marzo 1999.

## Tracce
1. You Need a Man – 3:52
2. When I Close My Eyes – 3:22
3. Yesterday – 3:49
4. Wanna Hear You Say – 3:51
5. Fly Away – 4:23
6. Don't Fight It – 4:40
7. Ain't Got No Remedy – 4:56
8. Doin' My Thang – 3:57
9. Fall for You – 5:26
10. You Can Bounce – 4:00
11. Somebody Else – 4:52
12. A Reason – 4:55

### Traccia bonus giapponese
1. Dreamin' – 4:01